# Eisenbahnen auf Südgeorgien

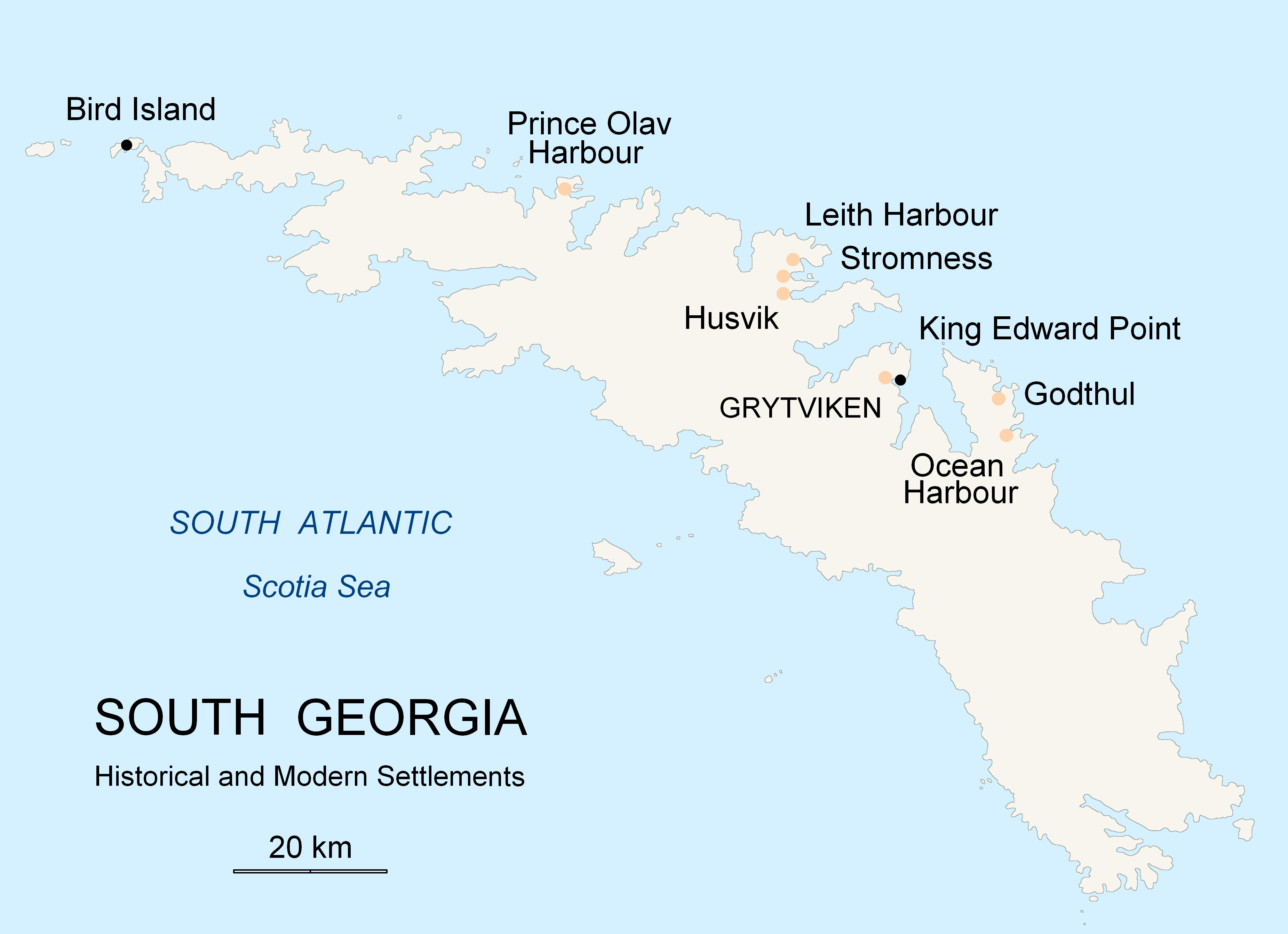
Walfangstationen und Siedlungen auf Südgeorgien. Bis auf Godthul (und die Forschungsstation auf dem benachbarten Bird Island) verfügten alle Orte über Bahnanlagen.

Die Eisenbahnen auf Südgeorgien dienten zwischen etwa 1910 und 1966 in sechs Walfangstationen und am Verwaltungssitz der südatlantischen Insel, die als Überseegebiet zu Großbritannien gehört, dem Materialtransport. Die Spurweite der größtenteils nicht mit Lokomotiven betriebenen einfachen Feldbahnen betrug 600 mm.

## Geschichte
Südgeorgien war wegen seiner Nähe zu den antarktischen Walfanggebieten eines der größten Zentren des Walfangs. Mit Grytviken wurde 1904 die erste Walfangstation auf der Insel errichtet. Aus den erlegten Tieren wurden in den südgeorgischen Walfangstationen, in denen – saisonabhängig – insgesamt bis zu 1000 Personen arbeiteten, Tran, Knochenmehl, Walfleisch, Düngemittel, Beigaben für Tierfutter und Hartfett gewonnen. Insgesamt wurden in Südgeorgien über 170.000 Wale verarbeitet. Für die Verarbeitung errichtete man in den Stationen Dampfsägen, Fleisch- und Knochenkochereien, Lager- und Kühlhäuser sowie Versorgungseinrichtungen. Weil der Permafrostboden der Insel im Sommer auftaut und sich somit eine Schlammschicht bildet, die den Einsatz anderer Transportmittel unmöglich machte, baute man einfache Feldbahnen, mit denen insbesondere Kohle zum Antrieb der Maschinen und zur Beheizung der Gebäude, aber auch sonstige Materialien, Lebensmittel und Gepäck sowie möglicherweise die Harpunenköpfe befördert wurden. Die Bahnen reichten zumeist von den Landungsbrücken bis zu den einzelnen Fabrikgebäuden. Eine Verbindung der sieben Bahnen untereinander bestand nicht.
Die Walfangstationen wurden spätestens gegen Mitte der 1960er Jahre aufgegeben, nachdem Walfang und -verarbeitung in diesem Gebiet aufgrund dezimierter Bestände unwirtschaftlich geworden war. In Grytviken, Husvik, Leith Harbour, Prince Olav Harbour und Stromness sind vor sich hinrostende oder windzerzauste Relikte der Bauwerke, Schiffe, Hafenanlagen und Kanonen erhalten. Öffentlich zugänglich sind allein einige Bauten in Grytviken. Das Betreten der sonstigen ehemaligen Anlagen anderer Walfangstationen ist wegen deren Baufälligkeit und Asbestbelastung untersagt.

## Einzelne Bahnen

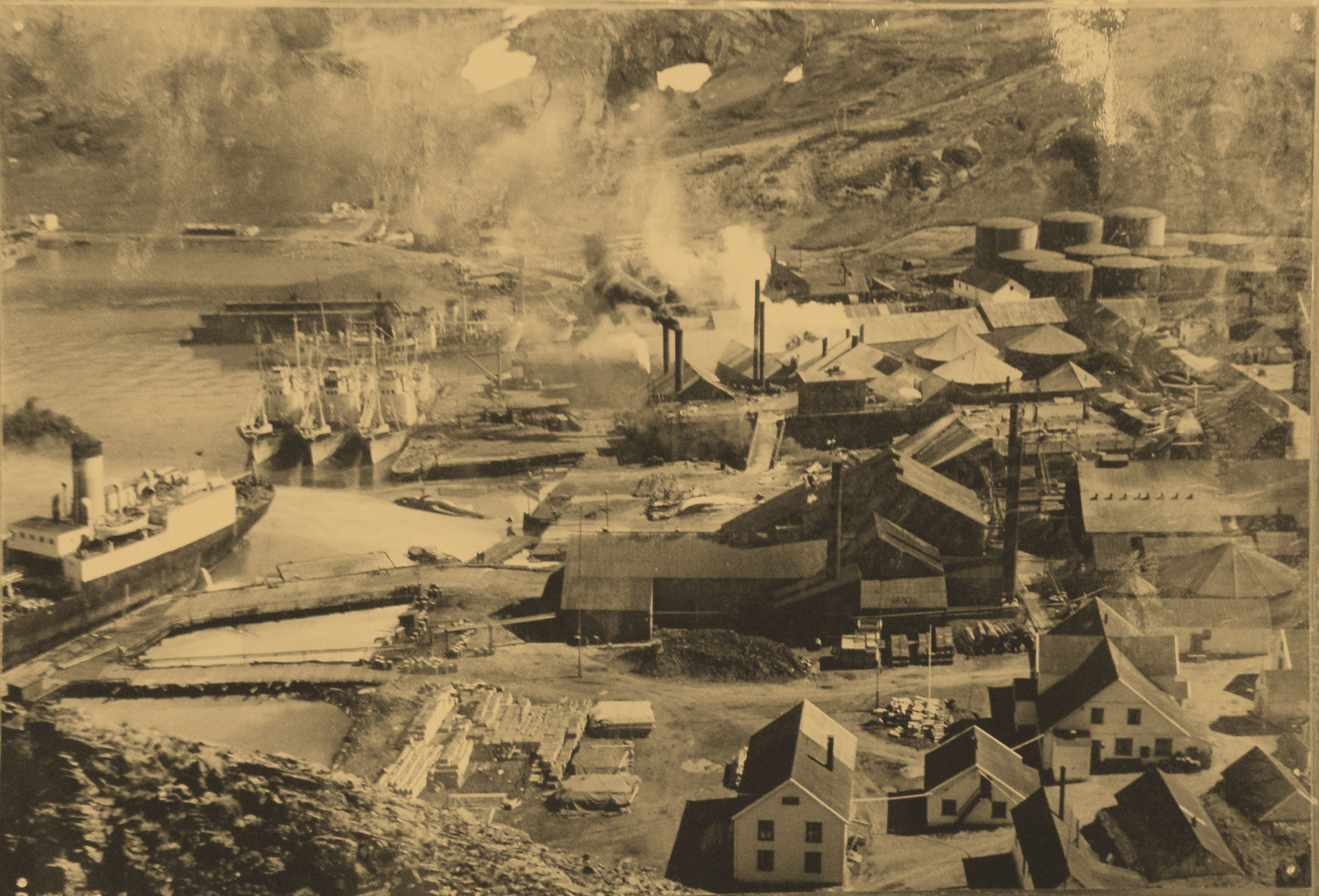
Historisches Foto der Station Grytviken: Die Bahnanlagen sind nicht zu erkennen.

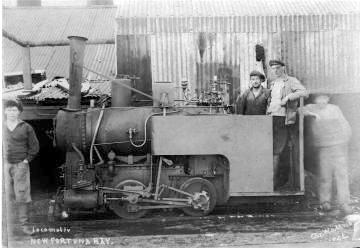
Dampflokomotive in New Fortuna Bay/Ocean Harbour, um 1910

- Grytviken: Grytviken war die erste Walfangstation auf Südgeorgien. Sie bestand von 1904 bis 1966. Die Errichtung der Gleisanlagen erfolgte ab 1912. Sie schlossen den Walzerlegeplatz (Flensplan) an und führten durch die gesamte Siedlung. Ein Gleis führte zum Friedhof und diente 1922 zur Überführung des Sargs des Antarktisforschers Ernest Shackleton. Eine längere weitere Strecke errichtete man 1928 zum Bau eines Speichersees oberhalb der Station. Der Großteil der Gleise wurde bereits in den 1950er Jahren entfernt. Ein etwa 50 m langes Gleis und mehrere Kipploren (Fassungsvermögen 0,75 m³) sind bis heute erhalten geblieben.
- Husvik: In dieser von 1907 bis 1961 bestehenden Walfangstation bestand ein umfangreiches Gleisnetz von nahezu 2 km Länge. Mehrere kurze Stichgleise führten zu den einzelnen Gebäuden der Walverarbeitungsfabrik. Auf der Landungsbrücke waren zwei Gleise verlegt. Angebunden war auch das Haus des Stationsleiters, das heute noch genutzt wird. Zahlreiche Gleise sind erhalten geblieben.
- King Edward Point: Seit 1909 befindet sich hier der Verwaltungssitz des Überseegebietes. Es bestand bis mindestens in die 1950er Jahre ein etwa 300 m langes Gleis von der Landungsbrücke bis zu den Gebäuden der hier ansässigen Inselverwaltung.[2]
- Leith Harbour: Die Station wurde 1909–1966 betrieben. Anfang der 1980er Jahre sollten die Anlagen beseitigt werden. An diesem Auftrag meldeten argentinische Altmetallhändler Interesse an, unter ihnen Constantino Davidoff, der insgeheim mit dem argentinischen Militär zusammen arbeitete. Am 19. März 1982 kam es zur Operation Alpha, als Davidoffs Arbeiter und argentinische Marineinfanteristen in Leith Harbour anlandeten und die argentinische Flagge hissten. Ziel war es, in Leith Harbour eine Basis für die Eroberung Südgeorgiens zu errichten. Dies war der Auslöser für militärische Auseinandersetzungen zwischen der Kolonialmacht und Argentinien auf Südgeorgien während des Falklandkrieges. Tatsächlich bot Davidoff später in Südgeorgien abgebautes Schienenmaterial in Buenos Aires zum Kauf an.[3] → Argentinische Invasion
- Ocean Harbour (zuvor New Fortuna Bay): Die Station wurde nur kurze Zeit, von 1909 bis 1920, betrieben. Die dortige Bahn verfügte über Dampflokbetrieb (→ Abschnitt Gleismaterial und Fahrzeuge), möglicherweise weil wegen geringer Wassertiefe eine besonders lange Landungsbrücke errichtet werden musste und deshalb größere Strecken zurückzulegen waren. Nach Schließung der Station gelangte ein Großteil des vorhandenen Geräts nach Stromness.
- Prince Olav Harbour: Die Station bestand von 1911 bis 1931. Die britische Admiralitätskarte der Gegend aus dem Jahr 1931 zeigt zwei unabhängig voneinander betriebene kurze und auf Hochgestelle montierte Strecken (elevated railways); eine davon verband Seebrücke und Walverarbeitungsfabrik.
- Stromness: Fotos dieser von 1907 bis 1961 betriebenen Station, die ab den 1930er Jahren nur mehr der Schiffsreparatur diente, zeigen, dass eine Bahn existierte und dass etwa auf der Landungsbrücke zwei Gleise verlegt waren. Als um 1926 die Anlagen in Ocean Harbour abgebaut wurden, überführte man einen Teil der Gerätschaften nach Stromness.

## Gleismaterial und Fahrzeuge
Das verwendete Gleismaterial stammte vom französischen Hersteller Decauville.
Der Transport der Kohle und der anderen Beförderungsgüter erfolgte mit Loren, insbesondere mit Kipploren. In Grytviken ist noch heute eine Lore vorhanden, die in der Friedenshütte in Kattowitz hergestellt wurde.
Die Loren wurden mit Muskelkraft (Handvorschub) oder von Dampfwinden bewegt und – auf einer Station – von Pferden gezogen. Nur für Ocean Harbour ist der Einsatz einer Dampflokomotive nachgewiesen. Dabei handelte es sich um eine in München bei Krauss & Co. gebaute zweiachsige Maschine, über die nichts Näheres bekannt ist. Beim Abbau der Gleisanlagen in Ocean Harbour, wohl etwa im Jahr 1926, wurde die Lok umgestoßen. Sie liegt bis heute an Ort und Stelle. Unklar ist, ob es auch in Husvik zum Einsatz einer Lokomotive kam; eines der dortigen Gebäude ähnelt einem Lokschuppen.